# Fabien Sevitzky
Fabien Sevitzky (29 de septiembre de 1891-3 de febrero de 1967) fue un director de orquesta estadounidense nacido en Rusia. Era sobrino del renombrado virtuoso del contrabajo y antiguo director de orquesta de la Orquesta Sinfónica de Boston, Serge Koussevitzky .

## Biografía
Nacido en Vyshni Volochok, tras emigrar a Estados Unidos fue nombrado director musical de la Orquesta Sinfónica de Indianápolis en 1937 después de dirigirla por primera vez en el invierno de 1936,  permaneciendo en el cargo hasta 1955. Dirigió la orquesta en una serie de grabaciones realizadas en Teatro Murat para RCA Victor de 1941 a 1946 y para Capitol Records hasta 1953, que se publicaron en discos de 78 rpm y 33 1/3 rpm. Entre estas grabaciones se registraron la Primera sinfonía de Tchaikovsky (grabada el 19 de marzo de 1946) y Manfred (grabada el 27 de enero de 1942).
Se casó con la arpista Mary Spaulding en 1959 y posteriormente, la pareja se trasladó a Florida para ocupar puestos docentes en la Universidad de Miami, mientras que su esposa también daba lecciones privadas de arpa. Dirigió como invitado la orquesta de la Universidad poco después de su llegada y se convirtió en su director permanente en 1963. Defendió la música de William Grant Still, el primer afroamericano que dirigió una gran orquesta sinfónica estadounidense, a quien encargó obras como Threnody: In Memory of Jan Sibelius, y dirigió el estreno de la ópera Highway 1, EE. UU. de Still en 1960. Fue director musical de la Orquesta Filarmónica del Gran Miami entre 1956 a 1962. Falleció repentinamente en Atenas en 1967.